# John Paul O’Shea

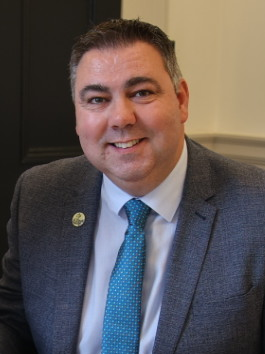
John Paul O’Shea (2024)

John Paul O’Shea (* 9. Juli 1983 in Cork) ist ein irischer Politiker der Fine Gael. Seit 2024 ist er Teachta Dála (Abgeordneter) im Dáil Éireann, dem irischen Unterhaus.

## Leben
John Paul O’Shea wuchs in Lombardstown auf und lebt noch heute dort. 2009 wurde er noch als unabhängiger Kandidat in den Cork County Council gewählt. 2014 erfolgte seine Wiederwahl. Sein Versuch, bei den Wahlen zum Dáil Éireann 2016 einen Sitz zu erringen, scheiterte. 2018 trat er der Fine Gael bei, für die er dann 2019 und 2024 wieder in den Cork County Council gewählt wurde. Bei den Wahlen 2024 war er erfolgreich und zog in den Dáil ein.